# Sally Gregory Kohlstedt
Sally Gregory Kohlstedt (* 1943) ist eine Wissenschaftshistorikerin an der University of Minnesota.

## Leben und Wirken
Kohlstedt gilt als Expertin für die amerikanische Wissenschaftsgeschichte, die Geschichte von Naturkundemuseen und die Geschichte der Wissenschaftspädagogik. Außerdem machte sie sich um Gender-Aspekte der Wissenschaftsgeschichte und um die Organisation von Frauen in der History of Science Society (HSS) verdient.
Sally Gregory Kohlstedt erwarb 1965 an der Valparaiso University einen Bachelor, 1966 an der Michigan State University einen Master und 1972 an der University of Illinois at Urbana-Champaign einen Ph.D.
Akademische Stationen (Professuren) waren: Simmons College (1971–1975), Syracuse University (1975–1989) und University of Minnesota (UMN, seit 1989). An der UMN war sie von 1989 bis 1995 stellvertretende Dekanin für akademische Angelegenheiten, von 1997 bis 1999 Direktorin des Center for Advanced Feminist Studies, von 2004 bis 2006 interimistisch Leiterin der Abteilung für Anthropologie, von 2008 bis 2013 Direktorin des Programms für History of Science and Technology und 2013/14 geschäftsführender Provost und Dekanin für postgraduale Studien. Gastprofessuren und Forschungsaufenthalte führten sie an die Harvard University (1982), die Universität Melbourne (1983), die Cornell University (1989), die Ludwig-Maximilians-Universität München (1997), das California Institute of Technology (2004), die University of Auckland (2008), die Smithsonian Institution (2014) und das Max-Planck-Institut für Wissenschaftsgeschichte (2015).
1989 wurde Kohlstedt als Fellow in die American Association for the Advancement of Science gewählt, in deren Institutionen sie mehrfach Funktionen übernommen hat – unter anderem gehörte sie 2001 zum Board of Directors. Die HSS, deren Präsidentin sie 1992/93 war, zeichnete sie mehrfach aus: 2013 für ihr Buch Teaching Children Science mit dem Margaret W. Rossiter History of Women in Science Prize, 2015 für ihre herausragende Lehrtätigkeit mit dem Joseph H. Hazen Education Prize und 2018 für ihr Lebenswerk mit der George-Sarton-Medaille.

## Persönliches
Sally Gregory ist mit dem Geowissenschaftler David Kohlstedt verheiratet.

## Schriften  (Auswahl)
- The Formation of the American Scientific Community. 1976. ISBN 978-0-252-00419-3.
- Mit Margaret Rossiter (Hrsg.): Historical Writing on American Science. 1985. ISBN 978-0-934235-03-7.
- Als Herausgeber: Origins of Natural Science in America. The Essays of George Brown Goode. Smithsonian Institution Press, 1991. ISBN 978-1-56098-098-8.
- Mit Barbara Laslett, Helen Longino und Evelynn Hammonds (Hrsg.): Gender and Scientific Authority. 1996. ISBN 978-0-226-46917-1
- Mit Helen Longino (Hrsg.): Women, Gender, and Science. University of Chicago Press, 1997. ISBN 978-0-226-30754-1.
- Als Herausgeber: History of Women in the Sciences. University of Chicago Press, 1999. ISBN 978-0-226-45070-4.
- Mit Michael M. Sokal und Bruce V. Lewenstein: The Establishment of Science in America. Rutgers University Press 1999. ISBN 978-0-8135-2705-5.
- Teaching Children Science: Hands-On Nature Study in North America, 1890–1930. University of Chicago Press, 2010. ISBN 978-0-226-44990-6.